# Gunjur
Gunjur es una pequeña ciudad costera en Gambia occidental. Está localizado en el Distrito Kombo Sur en la División Occidental. Según el censo del 2009, tenía una población estimada de 17,520.
Tiene una hermandad con Marlborough en Wiltshire, Reino Unido, desde 1981 y en aquel momento 1700 personas han viajado entre las dos comunidades a través de El Grupo Marlborough Brandt. 
En las tribus comunes de Gunjun se incluyen: Mandinkas, Fulas, Jola, Karoninkas y Manjakos.
Cerca del pequeño pueblo de pesca de Gunjur se puede encontrar playas arenadas y mucha naturaleza, incluyendo el bosque privado de Koofung, la logia ética "El proyecto de Gunjur" y los mundos que dirigen "Footsteps Eco Lodge".